# Setmana Catalana de 1965
La Setmana Catalana de 1965, coneguda com a III Challenge Drink, va ser la 3a edició de la Setmana Catalana de Ciclisme. Es disputà en 5 proves independents del 10 al 14 de març de 1965. El vencedor final fou José Luís Talamillo de l'equip Olsa per davant d'Antonio Bertrán Panadés i Gregorio San Miguel Angulo.
La cursa tornava a compondre's de 5 trofeus independents organitzats per diferents entitats, i la classificació final es continuava decidint pels punts repartits, en lloc dels temps acumulats.
El resultat va ser molt emocionant, ja que no es va decidir fins a l'últim dia. José Luís Talamillo va aconseguir inesperadament el triomf final, ja que a la sortida de la 5a prova estava en el 7è lloc de la general.

## Etapes
| Etapa | Data       | Ciutats d'etapa                     | km    | Vencedor de l'etapa              | Líder de la general              |
| ----- | ---------- | ----------------------------------- | ----- | -------------------------------- | -------------------------------- |
| 1a    | 10 de març | Barcelona – Vilanova i la Geltrú    | 185,0 | Jaume Alomar Florit (ESP)        | Jaume Alomar Florit (ESP)        |
| 2a    | 11 de març | Barcelona – Hospitalet de Llobregat | 190,0 | Antonio Bertrán Panadés (ESP)    | Rafael Carrasco Guerra (ESP)     |
| 3a    | 12 de març | Barcelona – Granollers              | 178,0 | Gregorio San Miguel Angulo (ESP) | Gregorio San Miguel Angulo (ESP) |
| 4a    | 13 de març | Barcelona - Terrassa                | 153,0 | José Pérez-Francés (ESP)         | Gregorio San Miguel Angulo (ESP) |
| 5a    | 14 de març | Barcelona - Barcelona               | 160,0 | Manuel Martín Piñera (ESP)       | José Luís Talamillo (ESP)        |

### 1a etapa (III Trofeu Doctor Assalit)[1]
10-03-1965: Barcelona – Vilanova i la Geltrú, 185 km.:
|   | Ciclista                      | Equip         | Temps      |
| - | ----------------------------- | ------------- | ---------- |
| 1 | Jaume Alomar Florit (ESP)     | Ferrys        | 4h 10' 02" |
| 2 | Rafael Carrasco Guerra (ESP)  | Picadero-Damm | m. t.      |
| 3 | Aurelio González Puente (ESP) | Kas-Kaskol    | +1"        |

### 2a etapa (XXVIIITrofeu Masferrer)[2]
11-03-1965: Barcelona – Hospitalet de Llobregat, 190 km.:
|   | Ciclista                      | Equip            | Temps     |
| - | ----------------------------- | ---------------- | --------- |
| 1 | Antonio Bertrán Panadés (ESP) | Ferrys           | 5h 14' 54 |
| 2 | Francesc Tortellà (ESP)       | Tedi-AC Montjuïc | + 7' 09"  |
| 3 | Rafael Carrasco Guerra (ESP)  | Picadero-Damm    | m. t.     |

### 3a etapa (XXTrofeu Jaumendreu)[3]
12-03-1965: Barcelona – Granollers, 178,0 km.:
|   | Ciclista                          | Equip      | Temps      |
| - | --------------------------------- | ---------- | ---------- |
| 1 | Gregorio San Miguel Angulo (ESP)  | Olsa       | 5h 03' 34" |
| 2 | Luis Otaño Arcelus (ESP)          | Ferrys     | m. t.      |
| 3 | Juan José Sagarduy Ayastruy (ESP) | Kas-Kaskol | m. t.      |

### 4a etapa (XXXCampionat de Barcelona)[4]
13-03-1965: Barcelona - Terrassa, 153,0 km. :
|   | Ciclista                  | Equip            | Temps      |
| - | ------------------------- | ---------------- | ---------- |
| 1 | José Pérez-Francés (ESP)  | Ferrys           | 4h 27' 28" |
| 2 | Joan Vila (ESP)           | Tedi-AC Montjuïc | + 6' 51"   |
| 3 | José Luís Talamillo (ESP) | Olsa             | + 7' 30"   |

### 5a etapa (III Gran Premi Drink)[5]
14-03-1965: Barcelona - Barcelona, 160 km. :
|   | Ciclista                      | Equip      | Temps      |
| - | ----------------------------- | ---------- | ---------- |
| 1 | Manuel Martín Piñera (ESP)    | Kas-Kaskol | 4h 25' 07" |
| 2 | José Luís Talamillo (ESP)     | Olsa       | m. t.      |
| 3 | Antonio Bertrán Panadés (ESP) | Ferrys     | m. t.      |

## Classificació General
|    | Ciclista                         | Equip            | Punts |
| -- | -------------------------------- | ---------------- | ----- |
| 1  | José Luís Talamillo (ESP)        | Olsa             | 68    |
| 2  | Antonio Bertrán Panadés (ESP)    | Ferrys           | 62    |
| 3  | Gregorio San Miguel Angulo (ESP) | Olsa             | 62    |
| 4  | Jaume Alomar Florit (ESP)        | Ferrys           | 56    |
| 5  | José Pérez-Francés (ESP)         | Ferrys           | 54    |
| 6  | Rafael Carrasco Guerra (ESP)     | Picadero-Damm    | 51    |
| 7  | Luis Otaño Arcelus (ESP)         | Ferrys           | 50    |
| 8  | Francesc Tortellà (ESP)          | Tedi-AC Montjuïc | 47    |
| 9  | Joan Vila (ESP)                  | Tedi-AC Montjuïc |       |
| 10 | Manuel Martín Piñera (ESP)       | Kas-Kaskol       | 38    |